# Willa Stella w Toruniu
Willa Stella w Toruniu – willa w Toruniu znajdująca się przy ul. Szosa Chełmińska 81. Willa wraz z założeniem ogrodowym została wzniesiona na początku XX wieku, w 1912 roku. 
W 2015 roku, w wyniku rozbudowy Szosy Chełmińskiej (Trasa Staromostowa), ogród został zlikwidowany.
Obiekt wpisany jest do gminnej ewidencji zabytków (nr 1968).